# Liste der Wissenschaftssenatoren von Hamburg
Dies ist eine Liste der Wissenschaftssenatoren von Hamburg.

## Wissenschaftssenatoren Hamburg (seit 1971)
| Name                      | Amtsantritt                                    | Senat                                    | Partei    |
| ------------------------- | ---------------------------------------------- | ---------------------------------------- | --------- |
| Reinhard Philipp          | 1. Januar 1971 9. Juni 1971                    | Weichmann III Schulz I                   | FDP       |
| Dieter Biallas            | 30. April 1974 12. November 1974               | Schulz II Klose I                        | FDP       |
| Hansjörg Sinn             | 1. Dezember 1978 24. Juni 1981 2. Februar 1983 | Klose II von Dohnanyi I von Dohnanyi II  | parteilos |
| Klaus Michael Meyer-Abich | 14. Juni 1984 20. Januar 1987                  | von Dohnanyi II von Dohnanyi III         | parteilos |
| Ingo von Münch            | 2. September 1987 8. Juni 1988                 | von Dohnanyi IV Voscherau I              | FDP       |
| Leonhard Hajen            | 26. Juni 1991 15. Dezember 1993                | Voscherau II Voscherau III               | SPD       |
| Krista Sager              | 12. November 1997                              | Runde                                    | Grüne     |
| Jörg Dräger               | 31. Oktober 2001 17. März 2004                 | von Beust I von Beust II                 | parteilos |
| Herlind Gundelach         | 7. Mai 2008 25. August 2010                    | von Beust III Ahlhaus                    | CDU       |
| Dorothee Stapelfeldt      | 7. März 2011                                   | Scholz I                                 | SPD       |
| Katharina Fegebank        | 15. April 2015 28. März 2018 10. Juni 2020     | Scholz II Tschentscher I Tschentscher II | Grüne     |
| Maryam Blumenthal         | 7. Mai 2025                                    | Tschentscher III                         | Grüne     |